# Melitaea infracrasselunata
Melitaea infracrasselunata är en fjärilsart som beskrevs av Ruggero Verity 1950. Melitaea infracrasselunata ingår i släktet Melitaea och familjen praktfjärilar. Inga underarter finns listade i Catalogue of Life.